# Trenino verde

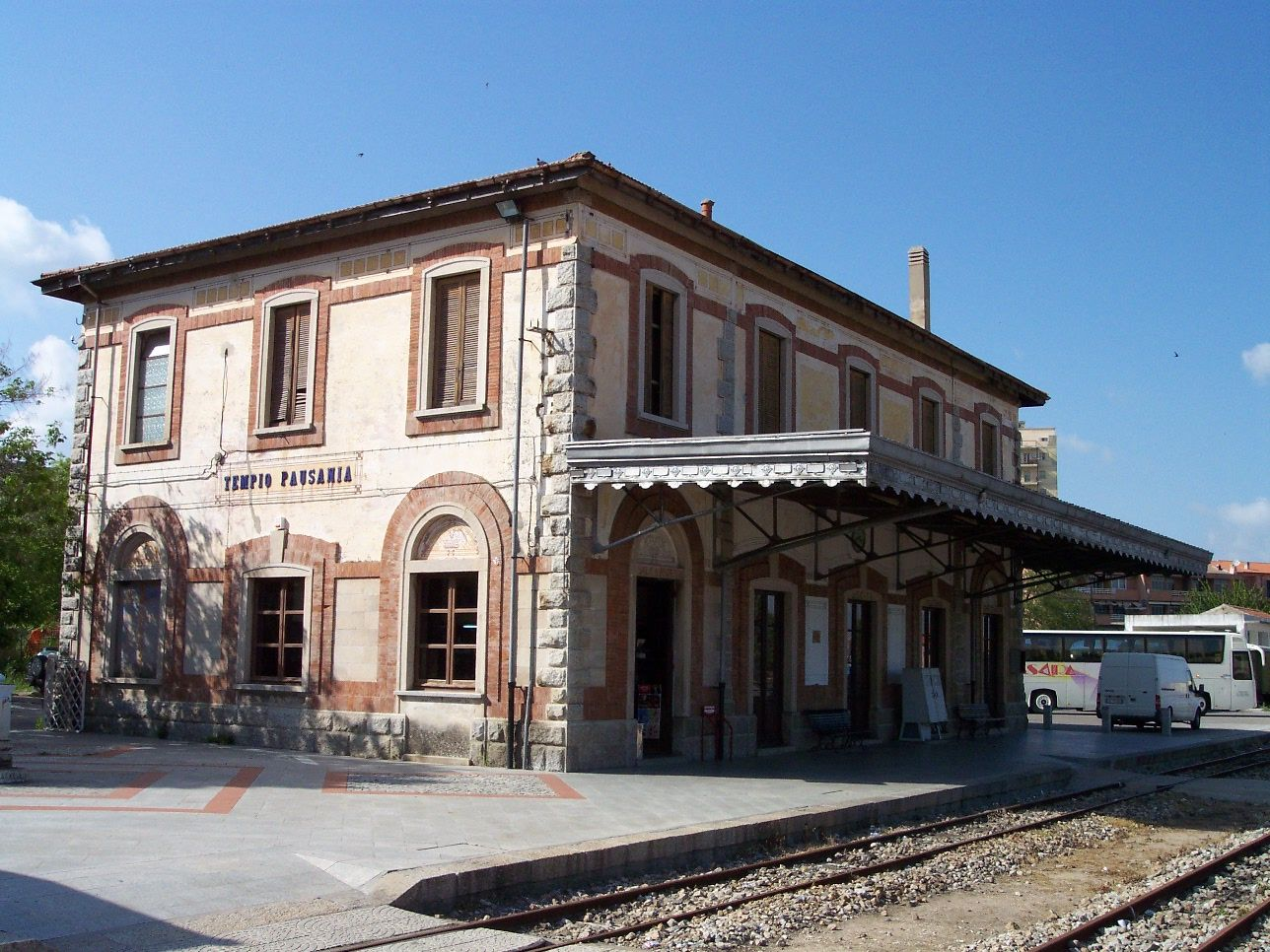
Gare de Tempio

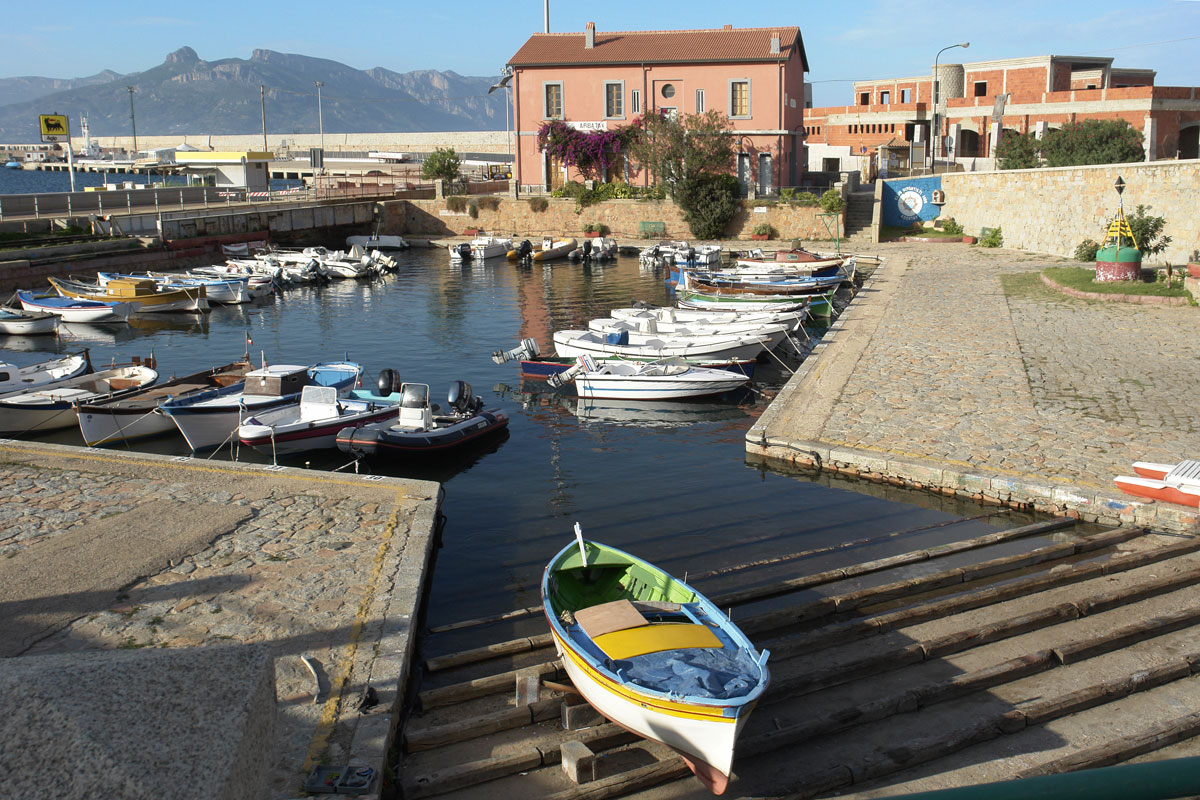
La gare et port de Arbatax

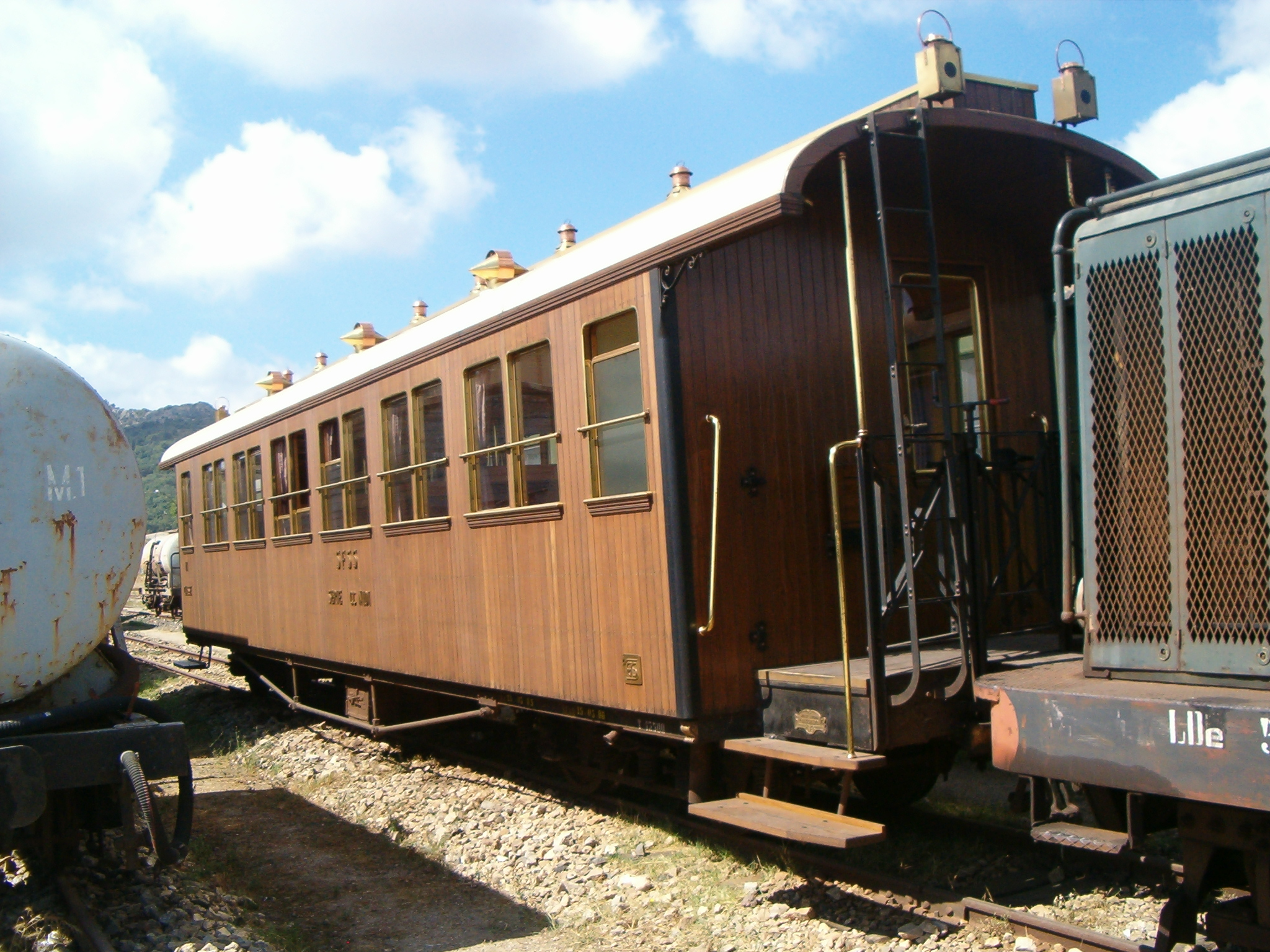
Carrozza Bauchiero

Trenino verde est le nom d'un ensemble de lignes de chemin de fer touristique traversant la Sardaigne, réputé car il permet de découvrir les différents paysages, à un rythme assez lent,, sur des tronçons cependant relativement longs, allant d'une trentaine à une soixantaine de kilomètres.
Le convoi se déplace à vitesse modérée de l'intérieur des terres ou bien longeant le littoral, il traverse la végétation dense et des bois centenaires, passant devant des montagnes granitiques, rivières, lacs et collines et offrant un moyen de parcourir « certaines zones de la Sardaigne difficiles à explorer autrement ».

## Historique
Le petit train parcourt principalement l'arrière-pays de la Sardaigne, au milieu de paysages mentionnés pour leur beauté par le poète britannique David H. Lawrence, célèbre notamment pour son roman L’Amant de lady Chatterley, dans le récit de ses expériences de randonnée en Sardaigne.
Quand David H. Lawrence quitte l'Angleterre en 1919 pour une vie d'errance d'un continent à l'autre, il l'emprunte afin de découvrir la Sardaigne, après être passé par la Sicile.
"Prenons le train du lycée...où qu'il aille"? écrit à son sujet David H. Lawrence, dans Mer et Sardaigne en 1921,. Parti avec sa femme de Catane, le 4 janvier 1921, il rentre en Sicile dix jours plus tard, via l'ltalie, après avoir hâtivement remonté la Sardaigne du Sud au Nord (Cagliari, Mandas, Sorgono, Nuoro), puis, de là, oblique vers Olbia, sur la côte orientale, où il rembarque à destination de Civita Vecchia.

### Locomotive à vapeur
D'octobre à mai, les usagers peuvent voyager dans le train tiré par une locomotive à vapeur en cas de location ou de voyages spéciaux. Le train est alors composé par un seul wagon en bois tiré par cette locomotive à vapeur.

### Dimensions et flotte disponible
Plus petit que les trains "ordinaires", il utilise une voie étroite. Il se compose d'un wagon unique.
Une flotte de trains historiques est disponible à la location pour circuler sur le parcours. Elle comprend des matériels très divers:
- Automotrices diesel Ade et Adm, de 55 places;
- Locomotives diesel Lde et wagons modèle V2d, de 72 places);
- Voitures vintage Baucchiero de 1913, de 48 sièges;
- Locomotive à vapeur Bréda[8]

### Parcours
Pendant de longs trajets, le train traverse des paysages très sauvages, où la présence de l'homme se fait très peu sentir, avec des parfums et des saveurs disparus ailleurs. Le vert des bois qui "enveloppe" le train à son passage lui a donné son  nom. Chaque ligne est proche de sites régionaux très divers.

#### Ligne Arbatax - Gairo
- Tour de mémoire;
- Tour du Gennargentu;
- Tour des Tacchi[8].

#### Ligne Mandas - Seui
- Excursion en bateau sur le Mississipi - Arrêt à Villanovatulo;
- Tour des Villages - Arrêt à Sadali, la ville de l'eau;
- Visite historique - Arrêt à Seui avec le circuit des musées[8].

#### Ligne Isili - Sorgono
- Tour Sacré et - Arrêt à Laconi;
- Tour du berger - Arrêt à Belvi[8]. Visite entre costumes et bougies - Arrêt à Desulo[8].

#### Palau - Ligne Sassari
- Tour du bateau et des oliviers millénaires - Arrêt sur le lac Liscia[8].

#### Ligne Bosa - Macomer
- Tournée des saveurs[8].

### Train plus vélo
Il est possible d'apporter un vélo avec soi en le signalant.

### Chronologie
- 4 mars 1903 : déclaration d’utilité publique.

## Fondation dédiée au Trenino verde
Alors que les amoureux de ces petites lignes ferroviaires s'inquiètent qu'une partie de celles de la Sardaigne, à l'exception de celles du "Train vert" historique, ait été abandonnées, une fondation a été appelée à gérer les tronçons touristiques et les vieilles locomotives qui traversent certains des paysages les plus évocateurs de l’intérieur de l’île.
Cette fondation, sans but lucratif ni possibilité de distribuer les bénéfices, aura pour tâche de «sauvegarder, récupérer, valoriser, réutiliser et promouvoir, à des fins touristiques et culturelles, le réseau d’infrastructures ferroviaires». Il est prévu qu'elle soit créée au sein de l'ARST, la société régionale qui gère ce réseau depuis 2010. Son siège sera à Sassari  et elle devra créer un système de gestion efficace et participatif, avec les collectivités locales.

## La ligne

### Lignes
Au total, cinq lignes touristiques sont ouvertes à la circulation sur le Train vert, appelé aussi  « petit train vert », dont les quatre plus longues:
- Ligne Mandas - Arbatax (159 km)
- Ligne Isili - Sorgono (83 km)
- Ligne Macomer - Bosa (46 km)
- Ligne Sassari - Tempio - Palau (150 km)

## Exploitation
- La Ferrovie della Sardegna, ou FdS, a exploité la ligne de 1989 à 2010. Depuis c'est l'ARST qui gère ce réseau.

## Le matériel roulant
Le Trenino Verde utilise les matériels suivants :
- automotrice diesel ADe e ADm ;
- locomotive diesel LDe V2d.

Sont également dans le parc :
- Locomotive à vapeur FCS 400 delle Officine Meccaniche Reggiane fabriquée en 1931, utilisée vers Cagliari ;
- Locomotive à vapeur FCS 5 della Breda de 1914, utilisée vers Macomer ;
- Locomotive à vapeur SFS 5 della Breda fabriquée en 1930, utilisée vers Sassari ;
- Voitures Bauchiero de 1913.

Toutefois, la législation régionale de prévention des incendies interdit leur exploitation l'été.

### Le service ferroviaire
| Ligne               | km parcourus | Nombre de Passagers |
| Mandas-Arbatax      | 93 607       | 40 307              |
| Isili-Sorgono       | 6 909        | 3 092               |
| Macomer-Bosa Marina | 6 246        | 2 804               |
| Nulvi-Tempio-Palau  | 21 497       | 14 488              |
| Total               | 128 259      | 60 771              |

- Clientèle essentiellement touristique l'été.

## Les projets et les évolutions
Avec les difficultés pour entretenir ce réseau qui est vieillissant , l'idée de développer un système de vélorail comme cela existe en France a émergé notamment dans la province orientale de l'Ogliastra.5
La faisabilité du vélorail dans l'Ogliastra est ainsi à l'étude. Les maires d'Ussassai, Lanusei et Tortoli ont répondu positivement au projet de ligne vélorail, proposé en 2018. Ce projet a fait l'objet d'une présentation en 2022 lors du festival Festival du tourisme responsable IT.A.Cà à Lanusei, dans la province orientale de l'Ogliastra.

## Vélorail
Le vélorail en Sardaigne est perçu comme un moyen de développer le tourisme dans les zones intérieure, notamment la zone montagneuse de l’Ogliastra située à seulement 20-25 minutes de la mer. Le projet est d'utiliser les voies ferrées du Trenino verde, en s'inspirant d'une dizaine d'expériences en France qui ont permis, à travers l’utilisation du vélorail, de revitaliser aussi les lignes de  Chemin de fer touristique.